# Ici-bas
Pour plus de détails, voir Fiche technique et Distribution.
Ici-bas est un film français réalisé par Jean-Pierre Denis, sorti le 18 janvier 2012.

## Synopsis
En 1943, sœur Luce (Céline Sallette) est une religieuse dévote, servant comme infirmière dans un hôpital de Périgueux (Dordogne). Sa vie est ébranlée quand elle tombe amoureuse de Martial (Éric Caravaca), un résistant, ancien aumônier devenu athée. Cependant Martial trahit ses sentiments. Désespérée, Luce dénonce son groupe à la Kommandantur.
Ce film est très largement inspiré d'un fait réel : Sœur Philomène (ou sœur Marie-Philomène) qui, par dépit amoureux, livrera le maquis de Pont Lasveyras aux allemands. Arrêtée par les résistants, elle sera condamnée puis fusillée après avoir refusé de rejoindre un carmel en Espagne.

## Fiche technique
- Réalisation : Jean-Pierre Denis
- Scénario : Jean-Pierre Denis, Yvon Rouvé et Richard Boidin
- Photographie : Claude Garnier
- Musique : Michel Portal
- Son : Ludovic Hénault
- Costumes : Thierry Delettre
- Décors : François Chauvaud
- Montage : Laurence Badewin
- Genre : drame
- Durée : 100 minutes
- Pays d'origine :  France
- Date de sortie : 18 janvier 2012

## Distribution
- Céline Sallette : Sœur Luce
- Éric Caravaca : Martial
- François Loriquet : Victor
- Maud Rayer : Mère Supérieure
- Adeline d'Hermy : Sœur Camille
- Jacques Spiesser : l'évêque
- Nelly Antignac : Adrienne
- Yves Beneyton : Père Simon
- Aladin Reibel : le chirurgien
- Jean-Pierre Bagot : Père Georges
- Oscar Copp : Étienne
- Patrick Hauthier : Gilbert
- Pierre Tissot : le rouquin
- Fabien Bassot : Roger

- Laurent Labadie : Vicaire Remplaçant
- Emilie Esquerré : Soeur Jeanne